# Achille Porta
Achille Porta (Mirandola, 7 febbraio 1868 – Mirandola, 21 ottobre 1953) è stato un generale italiano.
Ufficiale pluridecorato durante la prima guerra mondiale, fu l'ultimo governatore militare di Rodi. Venne nominato anche presidente della Cassa di Risparmio di Mirandola dal 1932 al 1934.

## Biografia
Arruolatosi come sottotenente degli alpini nel 1888, partecipa alla prima guerra mondiale nel 1915 guidando il battaglione Val Leogra e nel 1916 il gruppo Porta. Promosso tenente colonnello e poi comandante in Val Terragnolo, viene attaccato dagli austriaci dal 15 al 20 maggio 1916, fino a quando non è costretto a ritirarsi, nonostante lo strenuo e valoroso combattimento che gli valgono la medaglia d’argento. Nell'estate dello stesso anni guadagna il grado di colonnello del I° Gruppo Alpini. Nel giugno 1917 comanda il Gruppo Alpini dei battaglioni Tirano, Vestone, Monte Spluga, Monte Stelvio e Valtellina durante la battaglia dell'Ortigara. Grazie al suo coraggio e capacità, il 15 giugno 1917 riesce a respingere un contrattacco notturno del nemico e per questo riceve una seconda una medaglia d’argento. Dopo soli quattro giorni di riposo al passo dell'Agnella, riprende i combattimenti dal 19 al 27 giugno sul passo di Val Caldiera, fino al rientro sulla linea di vigilanza. Promosso Colonnello Brigadiere viene inviato sull'altopiano di Asiago alla guida della Brigata Emilia e poi Toscana. Dal 23 al 25 dicembre 1917 respinse molti e durissimi attacchi austriaci sui Col d'Echele e Col Rosso, meritandosi la terza medaglia d'argento poiché respinge numerosi e furiosi attacchi del nemico, sostituendosi al comando di reparti che avevano perso il loro comandante.
Il 12 maggio 1918 incontrò Gabriele D'Annunzio, che gli regalò una copia del libro La beffa di Buccari e in suo onore coniò il motto latino Ferrea non cedit Porta, che fu utilizzato dai soldati della brigata Lupi di Toscana, considerati una "porta solida come il ferro, messa a baluardo della sicurezza nazionale".
Nel giugno 1918 comandò il settore Sasso Rosso-Cornone a sud-est di Foza, sopra il Canale di Brenta, dove l'Austria cercò di sfondare verso la pianura, ma alpini, bersaglieri e Lupi di Toscana resistettero valorosamente.
Dopo aver preso parte ai combattimenti sul Pasubio e alla battaglia di Vittorio Veneto dove subì gravi danni alla vista causati dai gas nervini lanciati dall'esercito austriaco, al termine del conflitto guida il IX° Raggruppamento Alpini che dal dicembre 1918 all’aprile 1919 ripristinò gli argini del Piave.
Dal 18 dicembre 1919 al 7 agosto 1920 fu inviato nel mar Egeo quale comandante del Corpo di spedizione italiano nel Mediterraneo Orientale e venne nominato ultimo governatore militare del Dodecaneso a Rodi, dove abolì la censura e istituì la zona monumentale della città di Rodi. Il 28 aprile 1920 firmò il decreto che istituiva nell'area adiacente al fossato delle fortificazioni di Rodi la "zona monumentale", costituita dalle mura medievali dei Cavalieri e dai cimiteri musulmani, per fermare la speculazione edilizia sui terreni degli antichi cimiteri turchi, e iniziava la pianificazione del verde urbano.
Rientrato in Italia nel 1920, divenne ispettore delle truppe di montagna e gli venne assegnato il comando della brigata Marche e nel 1922 quello della brigata Parma. Infine nel 1928 divenne Generale di Divisione militare di Cuneo e nel 1931 di Padova.
Congedato nel 1932, si trasferì a Verona, ma poco dopo venne chiamato a presiedere nella sua città natale la Cassa di Risparmio di Mirandola dal 26 luglio 1932 al 13 dicembre 1934, al posto del commissario prefettizio Pietro Gandolfi, per far fronte ad una grave situazione economica dell'istituto bancario causata da mala gestione, a cui si rese necessaria una rigida amministrazione di contenenimento delle spese e delle sofferenze finanziarie.
Morì nel 1953 a 85 anni nella sua città natale, nel cui cimitero fu sepolto a fianco della moglie Pia Trentini.
Nel 2003, nel 50º anniversario della scomparsa, l'amministrazione comunale gli ha intitolato una via, situata nella zona del centro commerciale "Della Mirandola".